# Paullinia rhomboidea
Paullinia rhomboidea är en kinesträdsväxtart som beskrevs av L. Radlk.. Paullinia rhomboidea ingår i släktet Paullinia och familjen kinesträdsväxter. Inga underarter finns listade i Catalogue of Life.